# أوروبا في العصور الوسطى
'النظريات المختلفة حول التحديد الزمني لبداية تاريخ أوروبا في العصور الوسطي ونهايته
درج المؤرخون علي تحديد بدايات ونهابات الحقب التاريخيه لتسهيل دراسة التاريخ بصفة عامة، لان العصور التاريخية تمتاز بالاستمرار والتداخل فكل حلقة من حلقات التاريخ هي نتاج لما قبلها ومقدمة لما بعدها. وهكذا تسير الأمور فحركة التاريخ أشبه ما تكون بالكائن الحي الذي ينمو تدريجيا.
وفي محاولة لتسهيل دراسة تاريخ أوروبا في العصور الوسطي ذهب بعض المورخين إلي القول بأن الفترة الممتدة من سقوط الإمبراطوريه الرومانية في الغرب سنة 476م إلي سقوط مدينة القسطنطينية في أيدي الاتراك العثمانيين سنة 1453م ونهاية حرب المائة عام بين إنجلترا وفرنسا ماهي إلا تاريخ أوروبا في العصور الوسطي.